# Stimmhafter dentaler Implosiv
Der stimmhafte dentale Implosiv ist ein stimmhafter, mit Zunge und Zähnen (dental) gesprochener Verschlusslaut, der mit nach innen gerichtetem Luftstrom (implosiv) gesprochen wird. Er ist also die implosive Entsprechung zum [⁠d⁠]. Sein Zeichen in der IPA-Lautschrift ist [ɗ].

## Verbreitung
Es kommt in mehreren afrikanischen Sprachen vor, z. B. im Hausa und in Bantusprachen wie Swahili und Chishona. Das „europäische“ d, das hier durchaus nicht nur in europäischen Lehnwörtern vorkommt, wird zur Unterscheidung im Hausa als d' geschrieben, im Chishona als dh.

## Aussprache
Der für die Implosion erforderliche Unterdruck wird erzeugt, indem
die Artikulation mit geschlossenem Kehlkopf beginnt. 
Artikulationshilfe:
Erst den entsprechenden Nasallaut summen: „nnn“
Dann den beim deutschen Vokalanlaut üblichen Kehlkopfschluss („bə‘ˀaʁbaitən“) einschieben: „nˀnˀn“
Dann einen Vokal anhängen: „ˀna:“
Dann den Nasallaut durch den Verschlusslaut ersetzen: „ˀda:“
Nun kann man die Ausatmung vermeiden und kommt zum „ɗa:“
| Nichtpulmonale Konsonanten | Nichtpulmonale Konsonanten | bilabial | labio- dental | dental | alveolar | alveolar-lateral | alveolo- palatal | post- alveolar | retroflex | palatal | velar | uvular |
| -------------------------- | -------------------------- | -------- | ------------- | ------ | -------- | ---------------- | ---------------- | -------------- | --------- | ------- | ----- | ------ |
| Klicks                     | Klicks                     | ʘ        |               | ǀ      | ǃ        | ǁ                | ǂ                |                | 𝼊         |         |       |        |
| Implosive                  | Implosive                  | ɓ        |               |        | ɗ        |                  |                  |                | ᶑ         | ʄ       | ɠ     | ʛ      |
| Ejektive                   | Ejektive Plosive           | pʼ       |               | t̪ʼ     | tʼ       |                  |                  |                | ʈʼ        | cʼ      | kʼ    | qʼ     |
| Ejektive                   | Ejektive Frikative         | ɸʼ       | fʼ            | θʼ     | sʼ       | ɬʼ               | ɕʼ               | ʃʼ             | ʂʼ        | çʼ      | xʼ    | χʼ     |
| Ejektive                   | Ejektive Affrikaten        |          |               | t͡θʼ    | t͡sʼ      | t͡ɬʼ              | t͡ɕʼ              | t͡ʃʼ            | ʈ͡ʂʼ       | c͡çʼ     | k͡xʼ   | q͡χʼ    |